# Kína zászlaja
Kína zászlaja vörös színű, bal felső sarkában egy nagyobb ötágú sárga csillagot és négy, szintén sárga kisebb ötágú csillagot tartalmaz.  A vörös a kommunista forradalom, a nagy csillag pedig a Kínai Kommunista Párt szimbóluma. A négy kisebb csillag a munkásosztályt, a parasztságot, a városi kispolgárságot (értelmiséget) és a nemzeti burzsoáziát jelképezi, akiket egyesít a kommunizmus építésének feladata (Mao Ce-tung „A népi demokratikus diktatúráról” című 1949-es cikke alapján).

## Fordítás
Ez a szócikk részben vagy egészben  a   Flag of China című angol Wikipédia-szócikk ezen változatának fordításán alapul.  Az eredeti cikk szerkesztőit annak laptörténete sorolja fel. Ez a jelzés csupán a megfogalmazás eredetét és a szerzői jogokat jelzi, nem szolgál a cikkben szereplő információk forrásmegjelöléseként.